# Mijaíl Pímenov
Michael Georgievich Pimenov (translitera del cirílico ruso Пименов Михаил Георгиевич) (n. 1937) es un botánico ruso.
En 1959 se gradúa en el Departamento de Biología del Suelo, de la Universidad Estatal de Moscú. Fue profesor de biología y de química en colegios secundarios. Y en 1959 comienza a trabajar como botánico en el Instituto de Investigación Científica de Plantas Medicinales (VILR), como asistente de investigación y desde 1968 es Científico Sénior. Se ocupó en ese período en la búsqueda de nuevas especies de plantas medicinales. Ha participado y dirigido expediciones a diferentes partes de la URSS, el Lejano Oriente, Cáucaso, Siberia, Asia Central y Kazajistán.
En 1984 defendió su tesis doctoral sobre "Umbelíferas de Asia Central y Kazajistán, y en 1989 recibió el rango de profesor.
En los últimos años, aumentó su participación en proyectos internacionales ( "Flora de China", "Especies-2000", "Especies plantarum Proyecto"), dirigió expediciones a China y a Turquía, con muchos trabajo en los herbarios de Gran Bretaña , Suiza, Francia, China, Países Bajos.
Es miembro de la Asociación Internacional de Taxonomía de Plantas (IAPT), Internacional de biosistemática (IOPB), "OPTIMA", RBO, MOIP. miembro de consejos editoriales de la "Revista Botánica" y la revista "Plant Resources" en 1970.

## Algunas publicaciones
- "Identificación de plantas de Asia Central. Tashkent, 1983
- " Flora de la República Socialista Soviética de Tayikistán. Leningrado, 1984
- "Flora Iranica". 1987
- Umbelíferas de "Plantas Vasculares del Lejano Oriente ruso". 1987
- "Flora de Siberia". 1993
- Vassiljeva, MG; MV Leonov; JV Daushkervich; MG Pimenov; VC Hollowell. 2002. "Karyotaxonomical Analysis in the Umbelliferae". Ed. Science Publishers. 468 pp. ISBN 1-57808-222-6

## Honores

### Eponimia
- (Apiaceae) Ferula pimenovii Lazkov[1]

- (Apiaceae) Peucedanum pimenovii Mozaff.[2]
- La abreviatura «Pimenov» se emplea para indicar a Mijaíl Pímenov como autoridad en la descripción y clasificación científica de los vegetales.[3]